# Gnaphosa californica
Gnaphosa californica är en spindelart som beskrevs av Banks 1904. Gnaphosa californica ingår i släktet Gnaphosa och familjen plattbuksspindlar. Inga underarter finns listade i Catalogue of Life.